# مونيك فان فورين
مونيك فان فورين (25 مارس 1927-25 يناير 2020) كانت ممثلة وراقصة بلجيكية أمريكية ماتت فان فورين بسبب السرطان في 25 يناير 2020.